# Баранова Олеся Степанівна
Олеся Степанівна Баранова (Давидович) (біл. Алеся Сцяпанаўна Баранава; нар. 16 грудня 1977) — білоруська футболістка, захисниця та нападниця, футбольна тренерка. Виступала за збірну Білорусі. 

## Життєпис
На початку 2000-х років виступала на батьківщині за клуб «Жемчужина» (Берестя), звідки на початку 2002 року перейшла до складу дебютанта найвищого дивізіону Росії «Надія» (Ногінськ). За ногінський клуб грала протягом півтора сезону. Восени 2003 року повернулася до Білорусі й у складі «Бобруйчанки» стала володаркою Кубку країни, відзначилася одним із голів у фінальному матчі у ворота могилівської «Надії» (4:0), також цього сезону здобула чемпіонський титул. 2004 року з бобруйским клубом здобула срібло чемпіонату. 2005 року знову грала в Росії за дебютанта вищої ліги «Приаліт» (Реутов).
Наприкінці кар'єри знову виступала за клуб із Берестя, який отримав тепер назву «Вікторія-86». У 2007 році забила 34 м'ячі за сезон, встановивши цим клубний рекорд. 2008 року стала третім снайпером чемпіонату (13 голів). У 2009 році також була серед лідерів суперечки бомбардирів, а за підсумками сезону включена до списку 22-х найкращих футболісток країни.
Виступала за національну збірну Білорусі, брала участь у матчах відбірного раунду чемпіонату світу 2007 року.
До середини 2000-х років мала прізвище Давидович, пізніше — Баранова.
Після закінчення ігрової кар'єри працювала тренеркою у Бересті. У 2018—2020 роках очолювала клуб вищої ліги Білорусії БОЦОР, який складався з молодих футболісток та був явним аутсайдером змагань. Також тренувала дитячі команди у системі берестейського «Динамо».